# ماکوتا (مالاوی)
ماکوتا (به لاتین: Makuta) یک منطقهٔ مسکونی در مالاوی است که در بخش سالیما واقع شده‌است.